# James Patton Preston
James Patton Preston (21 de Junho de 1774 - 4 de Maio de 1843) foi uma personalidade política que serviu como Governador de Virgínia.

## Biografia
James Patton Preston nasceu em Smithfield, na atual Blacksburg, Virgínia. Frequentou a Faculdade de William e Mary de 1790 até 1795 e administrou a casa de sua família.
Membro do Partido Democrata-Republicano, serviu por quatro anos no Senado de Virgínia e dois anos na Câmara dos Representantes de Virgínia.
Entrou para o Exército dos Estados Unidos para a Guerra de 1812, servindo como Tenente-coronel e vice-comandante do 12º Regimento de Infantaria. Foi promovido para Coronel do 23º Regimento de Infantaria no mês de Agosto de 1813 e serviu até ser severamente ferido na Batalha da Fazenda de Crysler em Ontário.
Depois da guerra, Preston voltou à Câmara dos Representantes. Serviu como o 20º Governador de Virgínia de 1816 até 1819 e seu mandato ficou marcado pelo pagamento do estado de mais de 1,5 milhão de dólares em dívidas incorridas para cobrir as despesas durante a Guerra de 1812 e o estabelecimento da Universidade de Virgínia.
Após o término de seu mandato, Preston serviu como Carteiro em Richmond antes de ir para sua casa.
Morreu em Smithfield no dia 4 de Maio de 1843 e foi sepultado no cemitério da casa.
O Condado de Preston em Virgínia Ocidental foi fundado em 1818 e nomeado em sua homenagem. Uma residência em William e Mary também foi nomeado em sua homenagem.

## Família
Seu pai foi o Coronel William Preston e sua mãe foi Susanna Smith (1739-1823).
Preston era casado com Ann Taylor (1778–1861), com quem teve três filhos. Seu filho William Ballard Preston serviu como membro da Câmara dos Representantes dos Estados Unidos e Secretário da Marinha dos Estados Unidos. Durante a Guerra Civil Americana, William B. Preston foi Senador do Congresso dos Estados Confederados.
James Patton Preston era irmão de John Floyd e tio de James McDowell e John B. Floyd.